# Ludwig Mayer (Maler)

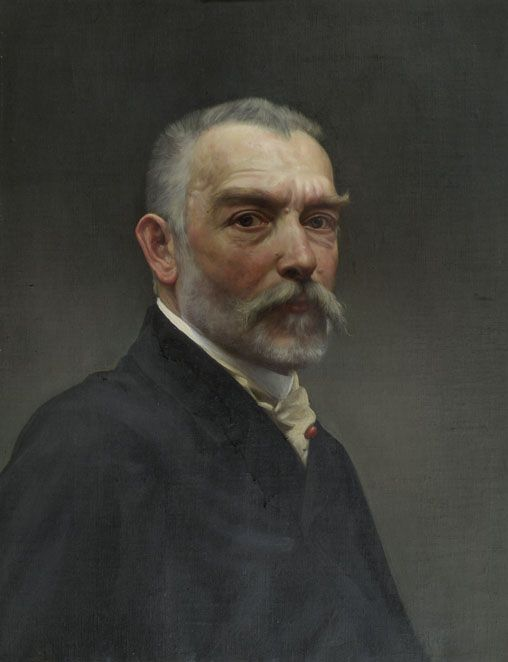
Selbstbildnis Ludwig Mayer (vor 1899)

Ludwig Mayer (* 7. Juli 1834 in Kaniów Stary; † 16. Februar 1917 in Wien) war ein österreichischer Maler.

## Werdegang
Mayer studierte bei Leopold Kupelwieser und Carl Rahl an der Akademie der bildenden Künste Wien. Er ergänzte seine Ausbildung in Venedig, wo er 1862 die Hochaltarbilder „Heiliger Martin“ und „Christus bei Lazarus“ für die Pfarrkirche Aspern malte. Ab 1861 war er Mitglied des Künstlerhauses. Reisen führten ihn durch Deutschland und Belgien sowie nach Dresden und Paris. Zwei Jahre lebte er in Rom.
In der Brigittakirche malte Mayer Fresken. Sein Hauptwerk in Wien sind die 1885 geschaffenen Fresken mit Darstellungen aus der Wiener und Österreichischen Geschichte im Gemeinderat-Sitzungssaal des Neuen Rathauses.
Ludwig Mayer verstarb in Wien 4, Prinz-Eugen-Straße 52 und wurde auf dem Perchtoldsdorfer Friedhof begraben.

## Werke

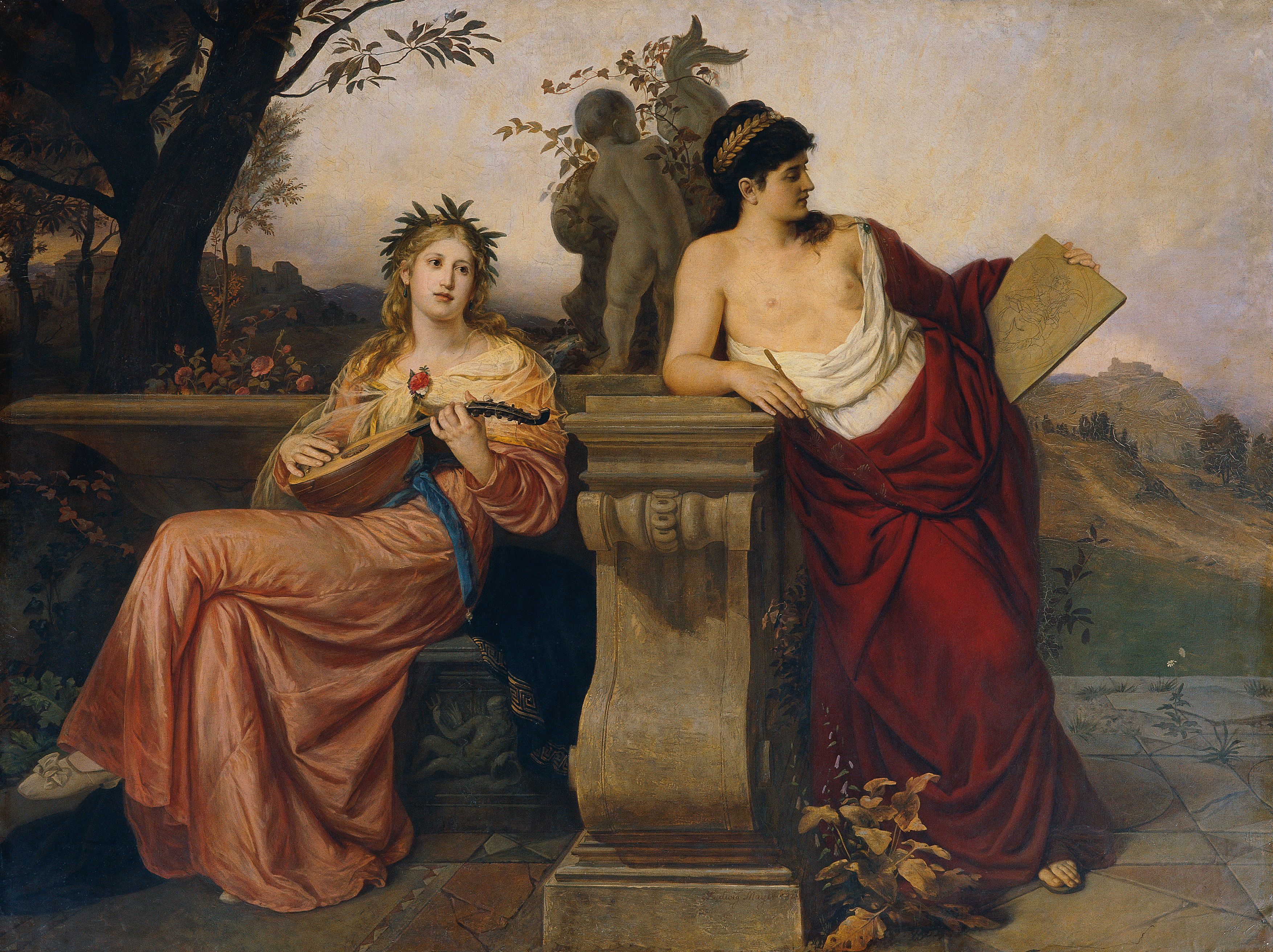
Allegorie auf Musik und Malerei (1873)

- 1856: Hochaltarbild hl. Ägydius in der Pfarrkirche Bernhardsthal
- 1859: „Johannes Nepomuk“, Dekanatspfarrkirche Saalfelden, Salzburg
- 1862: „Der heilige Martin als römischer Hauptmann“ auf dem Hochaltar der Pfarrkirche Aspern
- 1862: „Christus bei Lazarus“ auf dem Hochaltar der Pfarrkirche Aspern
- um 1864: „Jerusalem nach dem Tode Christi“, Karton, Galerie der Akademie der bildenden Künste Wien
- um 1864: „Die Samariterin“, Öl, Österreichische Galerie Belvedere
- um 1871: „Judas“, Öl, Österreichische Galerie Schloss Belvedere
- 1873: „Allegorie auf Musik und Malerei“, Öl auf Leinwand, 195 × 257 cm, signiert und datiert unten Mitte: „Ludwig Mayer 1873“, Galerie Belvedere
- 1885: Fresken im Gemeinderat-Sitzungssaal des Neuen Rathauses, Wien
- um 1888: „Pietà“, Öl, Brigittakirche (Wien), Wien
- vor 1899: „Selbstbildnis“, Öl auf Leinwand, 60 × 46,5 cm, Galerie Belvedere
- um 1910: Deckengemälde („Das jüngste Gericht“) und Wandgemälde („Besuch bei der Krippe“) in Pfarrkirche Kammersdorf
- Entwurf zu Seitenschifffenstern, Votivkirche (Wien)

## Auszeichnungen
- 1864: Reichel-Preis
- 1871: Reichel-Preis